# 光滑念珠菌
光滑念珠菌 (Nakaseomyces glabratus)是光滑念珠菌属 (Nakaseomyces ) 的一种单倍体酵母菌，舊名 Candida glabrata 。 雖然關於其有性生活周期尚未有報告，但两种交配型的光滑念珠菌菌株都很常见。 光滑念珠菌是人类粘膜组织的常見共生菌，但在免疫不良情形下（例如接受免疫調節治療的病人、糖尿病患等易於發生免疫抑制者在現今生活條件下越來越長壽，以及諸如HIV 感染者） ，光滑念珠菌已經成為重要的伺機性念珠菌感染病原體。 光滑念珠菌可導致泌尿道感染，甚至可能侵入血液引起全身性感染 (念珠菌血症)，这在免疫功能低下的患者特別常見。 

## 临床重要性
光滑念珠菌是院内感染的重要微生物，它对多种抗真菌药物，特别是唑类药物本即具有高度抗藥性。 除了对抗真菌药物的抗藥性以外，還有其他毒性因素賦予光滑念珠菌致病性，其中之一為一系列粘附素基因。 在光滑念珠菌中，这些基因大多位於染色体的端粒區附近，其表現受环境因素的活化，所以光滑念珠菌可以粘附在微生物垫中的生物和非生物表面上。粘附素被認為是光滑念珠菌形成真菌生物膜的首要机制，使其对抗真菌药物的抵抗力比自由细胞更强。 
光滑念珠菌的基因组经常发生重組，這可能有助於于提高在壓力情形下的適應性，也有人認為這種特性與光滑念珠菌之潛在毒性有關。

## 治疗
光滑念珠菌的主要危險在於其對唑类药物（最常用的抗真菌药物）的低感受性。这些药物，包括氟康唑和酮康唑，「在15%-20%的病例中對光滑念珠菌无效」  。光滑念珠菌对多烯类药物（例如两性霉素B和耐絲菌素）高度敏感，但对氟胞嘧啶和卡泊芬净的敏感性則較不固定。不過經靜脈注射两性霉素B有許多副作用，甚至導致慢性肾衰竭。两性霉素B阴道栓剂可與与硼酸胶囊联合使用，因为它们不会被吸收到血液中。
針對阴道感染，第一線治疗可考慮使用特康唑乳膏七天，但可能需要几个疗程，治愈率约为40%。复发很常见，会导致慢性感染并扩散其他部位（如皮肤和头皮）。如果其他部位也出現遭感染的徵象，應評估病人是否有血液感染。